# Arnaud Nouvel
Arnaud Nouvel (zm. 14 sierpnia 1317) – francuski kardynał, wuj papieża Benedykta XII.

## Życiorys
Pochodził z Saverdun. Początkowo był profesorem na uniwersytecie w Tuluzie, później jednak wstąpił do zakonu cystersów i został opatem klasztoru Fontfroide w Narbonne (sprawował tę funkcję do 1310). Wicekanclerz Świętego Kościoła Rzymskiego od końca 1307 do 1316. Członek komisji do przeprowadzenia procesu oskarżonego o nadużycia w działalności inkwizycyjnej biskupa Albi Bernarda de Castanet w lipcu 1307. Bliski przyjaciel i współpracownik papieża Klemensa V, który na konsystorzu 19 grudnia 1310 mianował go kardynałem prezbiterem S. Prisca. Uczestniczył w konklawe 1316. Zmarł w Awinionie, ale został pochowany w opactwie Fontfroide w Narbonne.